# Leonarda Cianciulli
Leonarda Cianciulli, även känd som tvålmakerskan från Correggio (italienska: la Saponificatrice di Correggio), född 14 april 1894 i Montella, död 15 oktober 1970 i Pozzuoli, var en italiensk seriemördare.
Hon mördade tre kvinnor i staden Correggio i Reggio Emilia mellan 1939 och 1940, och gjorde tvål och kakor av deras kroppar.
Cianciulli beskrev själv mordet av Virginia Cacioppo, hennes tredje och sista offer:
"Hon hamnade i grytan, som de andra två ... hennes kött var fett och vitt, när det hade smält tillsatte jag en flaska cologne, och efter att hon kokat länge kunde jag göra acceptabelt gräddig tvål. Jag gav tvålarna till grannar och bekanta. Kakorna var också bättre: den kvinnan var riktigt söt."